# Голиньяк
Голинья́к (фр. и окс. Golinhac) — коммуна во Франции, находится в регионе Окситания. Департамент — Аверон. Входит в состав кантона Антрейг-сюр-Трюйер. Округ коммуны — Родез.
Код INSEE коммуны — 12110.
Коммуна расположена приблизительно в 480 км к югу от Парижа, в 145 км северо-восточнее Тулузы, в 29 км к северу от Родеза.
Голиньяк расположен на Поденской дороге, участке пути Святого Иакова.

## Население
Население коммуны на 2008 год составляло 441 человек.
| 1962 | 1968 | 1975 | 1982 | 1990 | 1999 | 2008 |
| ---- | ---- | ---- | ---- | ---- | ---- | ---- |
| 523  | 532  | 475  | 472  | 458  | 392  | 441  |

## Экономика
В 2007 году среди 283 человек в трудоспособном возрасте (15—64 лет) 197 были экономически активными, 86 — неактивными (показатель активности — 69,6 %, в 1999 году было 68,3 %). Из 197 активных работали 182 человека (104 мужчины и 78 женщин), безработных было 15 (7 мужчин и 8 женщин). Среди 86 неактивных 26 человек были учениками или студентами, 27 — пенсионерами, 33 были неактивными по другим причинам.

## Достопримечательности
- Церковь Сен-Мартен (X век)
- Каменный крест (XV век) на въезде в деревню